# عبدالمحمد برجسته
عبدالمحمد برجسته (زادهٔ ۱۲۷۳ در شوشتر - درگذشتهٔ ۳۱ شهریور ۱۳۶۳ در شوشتر) نوازندهٔ تار، سرنا و خواننده اهل ایران بود.

## زندگی هنری
عبدالمحمد برجسته در سال ۱۲۷۳ در شهر شوشتر متولد شد. وی تار را نزد دایی اش ملا گدا فرا گرفت و در سال ۱۳۶۰ اشاره کرده‌است که گوشه‌های محلی شوشتر و تعزیه را از عباس شندلو (نوازنده نی) که ۷۰ سال پیش از آن درگذشته بود، فرا گرفته‌است. عبدالمحمد برجسته شاگردان بسیاری را تربیت کرده‌است، وی گوشه‌ها و نغمات و ترانه‌های شوشتر را با نقل روایت و تاریخ و افسانه به شاگردانش تدریس می‌کرد و همیشه می‌گفت: کنار تار زاده شدم و کنار تار هم می‌میرم. وی در ۳۱ شهریور سال ۱۳۶۳ در شوشتر درگذشت.

## آثار
بخشی از آثار عبدالمحمد برجسته به کوشش مهشید نقاشپور (پژوهشگر موسیقی) توسط مرکز موسیقی حوزه هنری  منتشر شده‌است که از آن جمله اجرای درخشان تار در مقام لیلی و مجنون می‌باشد.

## موسیقی درمانی
عبدالمحمد برجسته از اساتید موسیقی درمانی در شوشتر بود و به درخواست حکیمان معاصر خود بارها برای بیماران اعصاب و روان تار می‌زد. وی در مراحل موسیقی درمانی معمولاً دستگاه چهارگاه و مشتقات آن را می‌نواخت و آوازهای محلی شوشتر را اجرا می‌کرد که بسیار مورد توجه واقع می‌شد و بارها اتفاق می‌افتاد که بیماران گریه می‌کردند و خود را تخلیه روحی می‌نمودند.

## گرامیداشت
در جشن ثبت ملی مقام‌های موسیقی شوشتری توسط سازمان میراث فرهنگی کشور که در مهرماه ۱۳۹۱ در تالار فرهنگ شوشتر برگزار شد، یاد و تلاش‌های عبدالمحمد برجسته به عنوان «استاد بزرگ موسیقی شوشتر» گرامی داشته شد.